# Jonah Walker-Smith
Sir Jonah Smith Walker-Smith (* 1. November 1874; † 23. Februar 1964) war ein britischer Politiker.

## Leben
Walker-Smith wurde als Jonah Smith Smith geboren. Er war von 1919 bis 1925 Aufseher für Wohnungsbau und Städteplanung im Vorstand der regionalen Regierung in Schottland. 1922 wurde er von Gray’s Inn als Barrister zugelassen und 1925 zum Knight Bachelor geschlagen.
Bei den Unterhauswahlen 1931 gelang es ihm, sich in seinem Wahlbezirk Barrow-in-Furness durchzusetzen und für die Conservative Party ins House of Commons einzuziehen. Dort behielt er seinen Sitz bis zu den Wahlen 1945.
Walker-Smith war unter anderem Mitglied der Institution of Mechanical Engineers, der Institution of Civil Engineers sowie der Royal Institution of Chartered Surveyors. Im Jahr 1938 half er den Aussiger Petscheks einen Teil ihres Vermögens in Deutschland und der Tschechoslowakei vor der Arisierung und Enteignung durch die Nationalsozialisten zu schützen, indem er als angeblicher Eigentümer und Erwerber des Petschekschen Besitzes auftrat.
Walker Smith war von 1905 bis zu seinem Tod verheiratet. Er hatte drei Kinder, sein jüngster Sohn war der Politiker Derek Walker-Smith, Baron Broxbourne.